# Ponens (sędzia kościelny)
Ponens (relator) – sędzia kościelny wyznaczony spośród członków trybunału kolegialnego przez przewodniczącego tegoż kolegium, którego zadaniem jest referowanie sprawy i redagowanie wyroku. Jeśli trybunał nie jest kolegialny ponensem czyli relatorem jest sędzia jednoosobowy.